# Windischenstraße

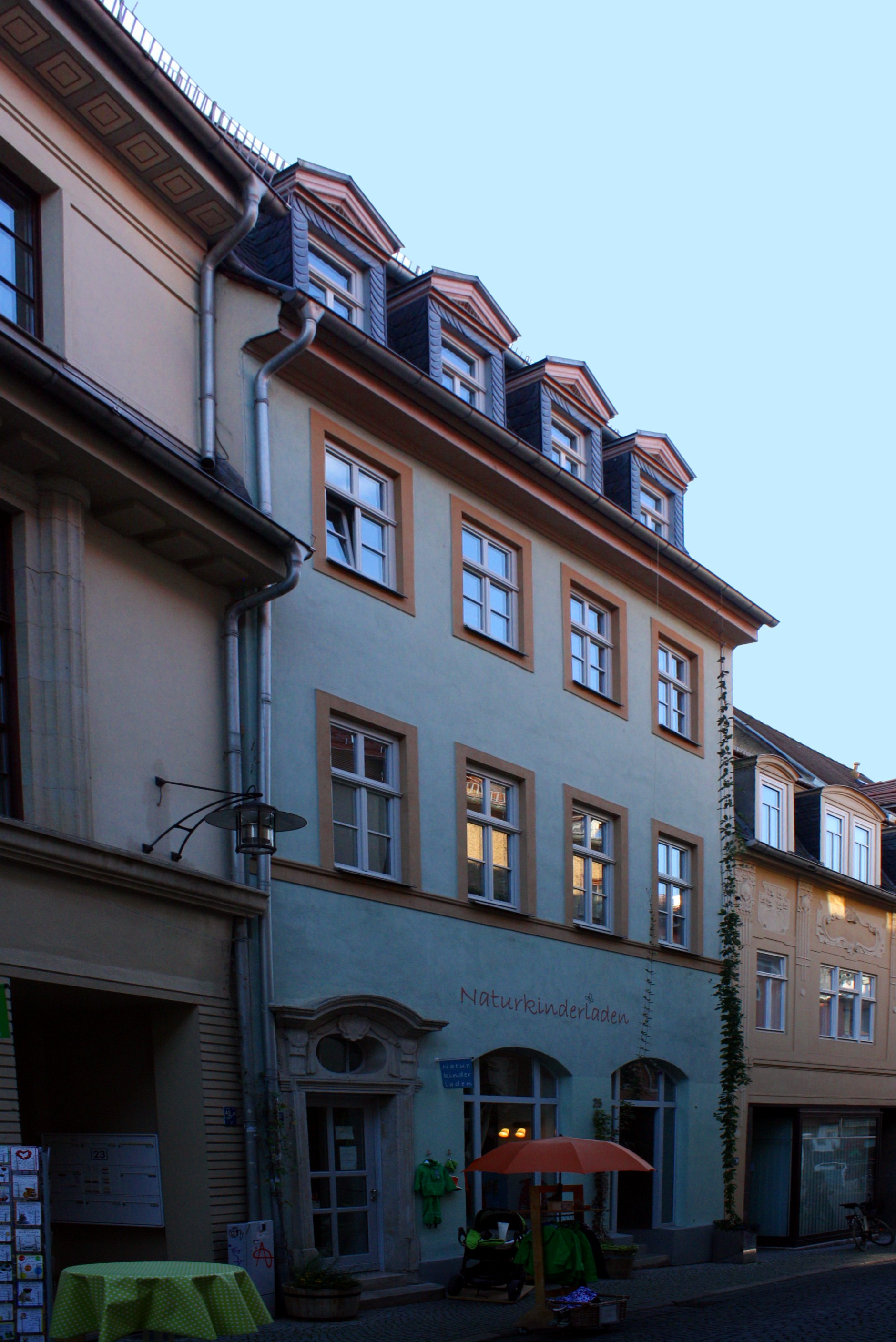
Wohn- und Geschäftshaus von Jacob Elkan und Elternhaus von Israel Julius Elkan

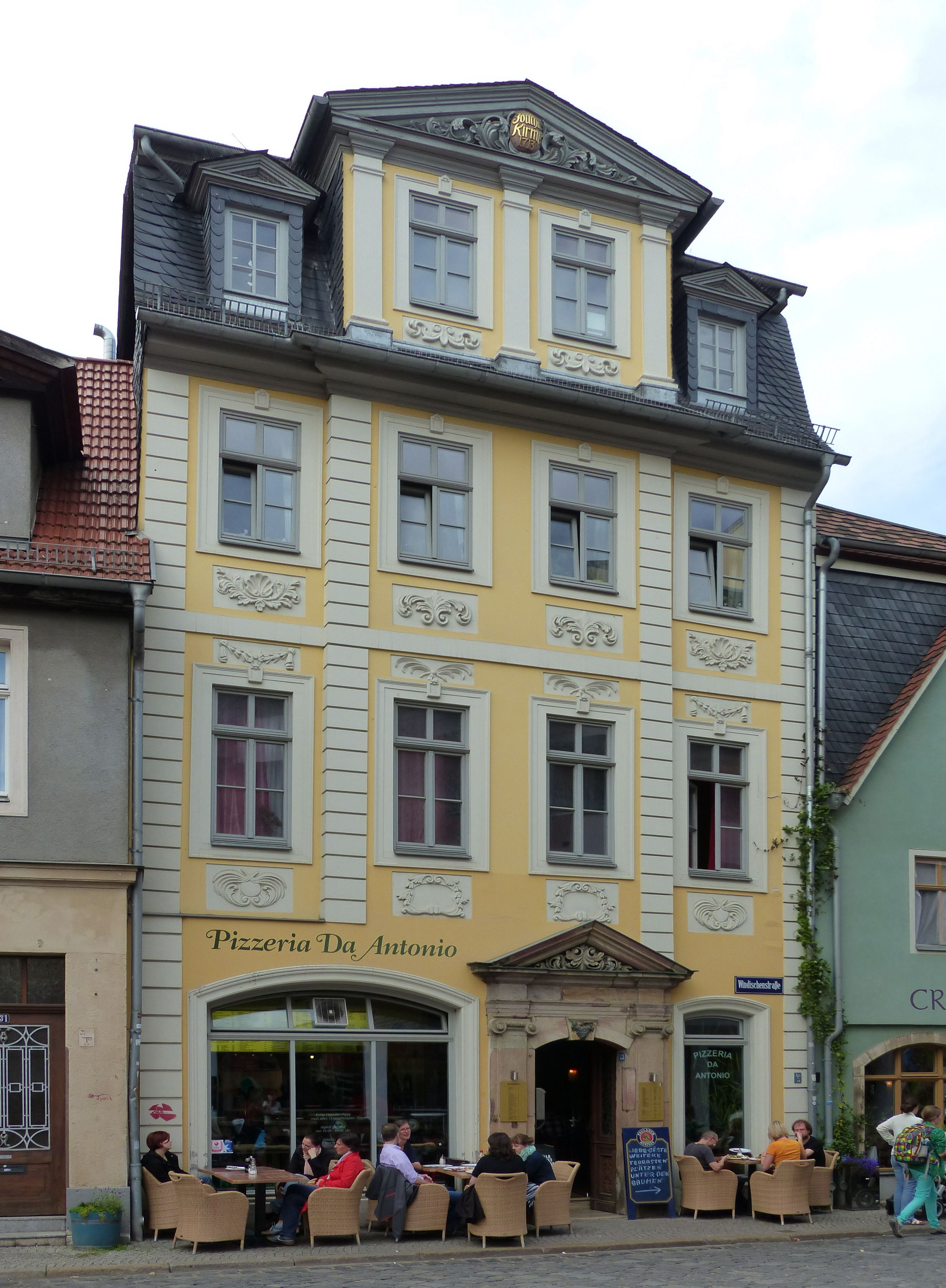
Branco-Haus Windischenstraße 33

Die Windischenstraße, früher Windischengasse in Weimar hatte ihren Namen von den Wenden her. Sprachlich abgeleitet von Wendeschen. Es kam zeitweilig auch die Bezeichnung Wünschengasse auf.
Sie ist in Weimars Altstadt die älteste Gasse gewesen. Dieser Straßenzug fand 1383 seine erstmalige Erwähnung. Sie endet an der Marktstraße. In dieser vom Markt neben dem Rathaus Weimar beginnenden Straße wohnten einst vornehme Bürger der Stadt, wovon noch zahlreiche Gedenktafeln künden auch die prachtvollen Barockfassaden künden davon. Genannt sei hier das ehemalige Branco-Haus, ein Wohn- und Geschäftshaus mit Hausnummer 33. In diesem Geschäftshaus wohnte der Seifensiedermeister und Ratsherr bzw. Kammersekretär Joachim Caspar Kirms (Kirmß) (1698–1770), der 1712/13 das Haus an diese Stelle setzen ließ. Im Jahre 1827 gelangte das Haus in den Besitz der Familie Branco, die auch in der Seifenherstellung tätig war.
In der Windischenstraße 13 wohnten der Bürgermeister Friedrich Kirsten und seine Töchter, die von Helene Böhlau beschriebenen „Ratsmädel“ Therese und Marie. Eine Gedenktafel hierzu befindet sich am Hause.
In dieser Straße mit der Nummer 25 war das Wohn- und Geschäftshaus von Israel Julius Elkan bzw. Jacob Elkan, bekannt als sog. Hofjude. Goethe hatte in seiner Elegie Auf Miedings Tod diesen gewissermaßen auch literarisch verewigt. Waren die einfachen Seifensieder in der nach ihnen benannten Seifengasse ansässig, so waren es die Besitzer der Seifensiedereien in der Windischenstraße. Die Windischenstraße führt an der ehemaligen Münze vorbei, in welchem sich das Schillerhaus (Schillerstraße 12) befindet. Friedrich Schiller wohnte einmal in der Windischenstraße 8, im gleichen Haus wie bedeutend später auch der Schriftsteller Heinrich Jäde.
In der Windischenstraße 12 wohnte der Kanzler Friedrich von Müller. Der einst offen durch die Straße fließende Lottenbach wurde 1757 kanalisiert. Die Windischenstraße ist über die Neugasse am Schillerhaus mit der Schillerstraße verbunden.
Die Windischenstraße steht auf der Liste der Kulturdenkmale in Weimar (Sachgesamtheiten und Ensembles).